# Kenichi Hashimoto
Kenichi Hashimoto (橋本 研一 Hashimoto Kenichi?,  nacido el 16 de abril de 1975 en Kanagawa) es un exfutbolista japonés. Jugaba de delantero y su último club fue el Yokohama Marinos de Japón.

## Trayectoria

### Clubes
| Club             | País  | Año         |
| ---------------- | ----- | ----------- |
| Kashima Antlers  | Japón | 1994 - 1996 |
| Yokohama Marinos | Japón | 1997        |

## Palmarés

### Títulos nacionales
| Título    | Club            | País  | Año  |
| --------- | --------------- | ----- | ---- |
| J1 League | Kashima Antlers | Japón | 1996 |